# Timothy Castagne
Timothy Castagne (Arlon, 5 de dezembro de 1995) é um jogador de futebol profissional belga que joga no Fulham e na Seleção Belga de Futebol. Atua como lateral-direito e esquerdo.

## Carreira do clube

### Início de carreira
Nascido em Arlon, no Luxemburgo belga, Castagne treinou com as equipes juvenis do Standard Liège.

### Genk
Em junho de 2013, Castagne assinou um contrato profissional de três anos com o Genk. Ele fez sua estreia na Jupiler Pro League em 14 de setembro de 2014. Em 2 de maio de 2015, Castagne marcou seu primeiro gol, em uma vitória em casa por 7-1.

### Atalanta
Em julho de 2017, ele se juntou ao Atalanta em um acordo de 6 milhões de euros, depois que Andrea Conti trocou a Atalanta pelo Milan. Ele marcou seu primeiro gol pelo time em 2 de janeiro de 2018, na vitória sobre o Napoli.
Depois de uma primeira temporada de adaptação, subiu de rendimento na primeira metade da segunda temporada e marcou seu primeiro gol no Campeonato Italiano em 27 de agosto de 2018, em um empate 3-3 contra a Roma.
Durante seus três anos na Atalanta, o Castagne fez 96 partidas e marcou 8 gols em todas as competições.  A despedida foi motivada por uma difícil relação com o treinador Gian Piero Gasperini.

### Leicester City
Em 3 de setembro de 2020, Castagne acertou sua transferência para o Leicester City, clube da Premier League, em um contrato de 5 anos. Em 13 de setembro de 2020, ele marcou seu primeiro gol peloclube, na vitória por 3-0 sobre o West Bromwich, se tornando o quinto jogador belga a marcar em sua estreia na Premier League, depois de Luc Nilis, Thomas Vermaelen, Christian Benteke e Leandro Trossard.

## Carreira internacional
Castagne fez sua estreia pela seleção belga no dia 7 de setembro de 2018, em um amistoso contra a Escócia.

## Títulos
Leicester City
- Copa da Inglaterra: 2020–21[18]
- Supercopa da Inglaterra: 2021[carece de fontes?]